# Frontière entre la Bulgarie et la Grèce
La frontière entre la Bulgarie et la Grèce est la frontière séparant la Bulgarie et la Grèce.

## Histoire
Jusqu'aux guerres balkaniques, la Grèce n'avait de frontière terrestre qu'avec l'Empire ottoman. À la suite de ces deux conflits (le second ayant opposé Grèce et Bulgarie), lors du traité de Bucarest, la frontière est fixée dans la vallée du Nestos, à quelques kilomètres à l'est du fleuve. La Bulgarie, alliée des puissances centrales lors de la Première Guerre mondiale et donc dans le camp des vaincus, perdit son accès à la mer Égée lors du traité de Neuilly et céda la Thrace occidentale à la Grèce. Elle reprit la région durant la Seconde Guerre mondiale, ainsi qu'une partie de la Macédoine grecque. La frontière a été rétablie dans son tracé de 1919 après la guerre.

## Aspects stratégiques
La frontière gréco-bulgare est en grande partie constituée par la chaîne des Rhodopes, ce qui en fit pour la Grèce et la Bulgarie une frontière relativement facile à défendre. La vallée du Strymon est en effet le point de passage quasi-unique, par une vallée étroite. La vallée de la Maritsa (Évros) est un point de passage alternatif, au niveau de la frontière avec la Turquie, éloigné de tout point stratégique grec. La longue plaine littorale thrace donnerait ensuite à l'aéronavale grecque la possibilité de repousser ou retarder l'attaque.

## Problèmes des villagespomaks
La proximité des frontières avec la Bulgarie et avec la Turquie a incité jusqu'à la fin des années 1990, les autorités grecques à placer sous administration militaire les villages bulgarophones et turcophones du Nome d'Évros, ceux-ci étant peuplés essentiellement par une population de confession musulmane. Ce régime appelé en grec epitirumeni zoni (« zone surveillée ») suspendait en fait le droit commun des citoyens et de l'administration civile dans toute une série de domaines (résidence, citoyenneté, déplacement, possession de biens immobiliers, etc.). Cette zone était interdite d'accès aux personnes extérieures sauf autorisation spéciale délivrée par le Ministère de la Défense grec.

## Points de passage
Les principaux points de passage entre la Bulgarie et la Grèce sont :
- Kulata (Bulgarie) face à Promachonas (Grèce) à l'ouest (vallée du Strymon)
- Svilengrad (Bulgarie) face à Orménio (Grèce) à l'est (vallée de l'Evros)